# Vicereame colombiano
Il Vicereame colombiano o Vicereame delle Indie è il nome che designa i titoli e i diritti concessi a Cristoforo Colombo dai Re Cattolici nel 1492 sulle terre scoperte e da scoprire, prima di intraprendere il suo primo viaggio che culminò con la colonizzazione europea delle Americhe.

## Antefatti
I titoli e i poteri sulle terre scoperte concessi a Cristoforo Colombo furono stabiliti nelle capitolazioni di Santa Fe e sottoscritte il 17 aprile del 1492. I Re Cattolici, Isabella e Ferdinando, concessero questi per il periodo della sua vita, e dopo la sua morte, da conferire ai suoi eredi o successori uno dopo l'altro in perpetuo:
- Il titolo di Ammiraglio del Mar Oceano su tutte le isole e la terraferma che ha scoperto e che scoprirà in questo mare.[1]
- I titoli, sempre indicati insieme, di Viceré e Governatore Generale.[2]

## Storia
Nel suo primo viaggio nelle Americhe (arrivò a Guanahani il 12 ottobre 1492), Colombo scoprì le Bahamas, Cuba e la Hispaniola, esercitando in esse la sua carica di viceré e governatore, e prima di ritornare in Spagna lasciò 39 uomini al forte La Navidad fondato a Hispaniola il 25 dicembre 1492.
Durante il suo secondo viaggio nel 1493 Cristoforo Colombo scoprì che il forte era stato distrutto dagli indiani dell'isola, uccidendo tutti i suoi occupanti. Proseguì il viaggio scoprendo Guadalupe e altre isole fino a Porto Rico, dove arrivò il 19 novembre 1493. Successivamente scoprì la Giamaica ed esplorò Cuba. Durante il suo ritorno in Spagna nel 1496 scoprì le Piccole Antille situate nel Mar dei Caraibi tra Porto Rico e Dominica.
Nel suo terzo viaggio nel 1498 scoprì Trinidad, la penisola di Paria e l'isola di Margarita, restando fino al 1500 a Hispaniola.
Nel 1500, i re inviarono sull'isola Francisco de Bobadilla per verificare la situazione e le voci di un malgoverno di Colombo, che all'arrivo (23 agosto) arrestò Colombo e i suoi fratelli e salpò per la Spagna. Colombo rifiutò che gli venissero tolte le catene durante il viaggio di ritorno in Spagna, durante il quale scrisse una lunga lettera ai Re Cattolici. Arrivato in Spagna riacquistò la libertà, ma aveva perso il prestigio, i suoi poteri e il viceregno. Anche Bobadilla fu sollevato dal governo e sostituito da Nicolas de Ovando nel 1502.
Dal 1499 i re autorizzarono altri viaggi di scoperta senza l'autorizzazione di Colombo concedendo ad altri i governi nei nuovi territori che furono scoperti ad eccezione dei territori già scoperti da Colombo perché parte esclusiva del vicereame delle Indie.
Al suo quarto viaggio, nel 1502, Colombo scoprì Santa Lucia e la Martinica, ed esplorò la costa centroamericana dalle Bay Islands al Golfo di Urabá. Rimase in Giamaica fino al 1504 e poi, tornato in Spagna, morì il 20 maggio 1506 nel Convento di San Francesco di Valladolid.

## Dopo la morte di Colombo
Alla morte di Cristoforo Colombo, il primogenito Diego Colombo ereditò i diritti del padre nelle Americhe, compreso il vicereame. Tuttavia il re Ferdinando rifiutò in un primo momento di trasferire tutti i diritti di suo padre, e lo nominò governatore di Hispaniola solo nel 1508. Diego iniziò una serie di cause legali contro la corona conosciute come le cause colombiane, e nel 1511 furono riconosciuti i suoi diritti di viceré, ma con giurisdizione limitata su quei territori che erano stati ufficialmente scoperti da suo padre. Di conseguenza, Diego Colombo divenne il secondo viceré delle Indie. Morì nel 1526 lasciando in eredità i suoi diritti al vicereame al figlio Luis Colón. Nello stesso anno viene istituita l'Audiencia Reale di Santo Domingo.
Nel 1536 il Vicereame delle Indie viene acquistato dalla Corona e il governo verrà affidato all'Audiencia Reale di Santo Domingo.

## Elenco dei governatori
- 1492-1499 Cristoforo Colombo, come governatore e viceré delle Indie
- 1499-1502 Francisco de Bobadilla, come governatore delle Indie
- 1502-1509 Nicolás de Ovando, come governatore delle Indie
- 1509-1518 Diego Colombo (figlio di Cristoforo Colombo), come governatore e viceré delle Indie fino al 1511, poi come viceré delle Indie.
- 1518-1524 Diego Velázquez de Cuéllar, come adelantado (governatore generale) di Cuba